# 日本防火ライト工業
日本防火ライト工業株式会社（にほんぼうかライトこうぎょう－）は、日本の防火建材製造メーカー。
2007年3月12日、大阪地方裁判所へ民事再生法の適用を申請した。
その後、2007年に設立された吉野石膏グループのエヌビーエル株式会社が事業を継承した。

## 主要製品
- アスノン（特殊スラグ石膏版）

## 事業所等
- 本社：大阪市中央区農人橋2-1-30　谷町八木ビル5階
- 札幌営業所：札幌市白石区流通センター　2-2-1
- 仙台営業所：宮城県岩沼市押分字須加原92
- 東京営業所：東京都千代田区九段南4-7-16　市ヶ谷KTビルII9階
- 中部営業所：岐阜県可児郡御嵩町御嵩2188-50
- 大阪営業所：大阪市中央区農人橋2丁目1-30　谷町八木ビル5階
- 広島営業所：広島市中区本川町2-1-9（川本ビル5階）
- 九州営業所：福岡県筑後市溝口1494-1
- 仙台工場：宮城県岩沼市押分字須加原92
- 中部工場：岐阜県可児郡御嵩町御嵩2188-50
- 九州工場：福岡県筑後市溝口1494-1

## 沿革
- 1958年（昭和33年）7月：日本防火ライト工業株式会社設立（資本金1,000万円）
- 1958年（昭和33年）8月：福岡県八女市に八女工場建設
- 1961年（昭和36年）11月：福岡県筑後市に築後工場（のちの九州工場）新設
- 1968年（昭和43年）10月：宮城県岩沼市に仙台工場新設
- 1971年（昭和46年）6月：通商産業省により「昭和46年度輸出貢献企業」として表彰
- 2002年（平成14年）10月：岐阜県に中部工場新設。
- 2004年（平成16年）1月：製品の「アスノン」が日本環境協会よりエコマーク使用認定される（第03123072号）
- 2007年（平成19年）3月12日：大阪地方裁判所へ民事再生法適用を申請